# Toy (singel Netty)
Toy (hebr. ‏טוי‎, w tłum. na jęz. pol. Zabawka) – singel izraelskiej piosenkarki Netty, wydany cyfrowo 11 marca 2018. Autorami tekstu piosenki są: Doron Medalie oraz Stav Beger.

## Konkurs Piosenki Eurowizji
W 2018 kompozycja wygrała finał 63. Konkursu Piosenki Eurowizji w Lizbonie. Przed konkursem piosenka reprezentująca Izrael była typowana przez bukmacherów jako główny faworyt do wygrania. Po wygranej Netty w konkursie HaKochaw HaBa, 8 maja 2018 roku piosenka została zaprezentowała przez Barzilaj w pierwszym półfinale konkursu i z pierwszego miejsca została zakwalifikowana do finału rozgrywanego 12 maja. Zajęła w nim pierwsze miejsce po zdobyciu największej liczby 529 punktów w tym 317 punktów od telewidzów (1. miejsce) i 212 pkt od jurorów (3. miejsce). Poprzez wygraną Netty (była to 4. wgrana Izraela w tym konkursie) w Konkursie Piosenki Eurowizji w 2018 roku Izrael zyskał możliwość organizacji 64. Konkursu Piosenki Eurowizji w Tel Awiwie.

## Prawa autorskie
W dniu 3 lipca 2018 r. Izraelski infotainer Guy Pines poinformował, że Universal Music Group może wnieść pozew, twierdząc, że singel „Toy” posiada podobny rytm oraz harmonię do utworu muzycznego zespołu The White Stripes pod tytułem „Seven Nation Army”. Universal wysłał pismo ostrzegawcze do autorów piosenki, Doron Medalie i Stav Beger, twierdząc, że naruszono prawa autorskie. W lutym 2019 izraelscy kompozytorzy zgodzili się przyznać autorstwo Jackowi White’owi (gitarzyście i wokaliście ww. zespołu) i otrzyma on udział w tantiemach za singel. Podobno Medalie i Beger zgodzili się udzielić Universalowi praw do dystrybucji utworu na niektórych terytoriach, potencjalnie wystawiając utwór jeszcze większej publiczności.

## Teledysk
11 marca 2018 w serwisie YouTube odbyła się premiera oficjalnego teledysku do piosenki, za którego reżyserię odpowiadała Karen Hochma. Do 2 grudnia 2020 odnotowano prawie 150 mln wyświetleń klipu na kanale Eurovision Song Contest w serwisie YouTube. Do 2020 roku był on najpopularniejszym utworem na tym kanale. Miano najpopularniejszego utworu na kanale Konkursu Piosenki Eurowizji uzyskał wtedy singel rosyjskiego zespołu muzycznego Little Big pt. „Uno” zdobywając ponad 160 milionów wyświetleń.

## Odbiór

### Odbiór krytyczny
Charlotte Runcie z The Daily Telegraph przyznała tej piosence pięć gwiazdek z pięciu, opisując ją jako „gloriously bizarre pop” (pol. cudownie dziwaczny pop) z „playful lyrics and a powerful vocal performance” (pol. zabawnymi tekstami i potężnym wokalem).
Krytyk muzyczny Yossi Khersonsky ocenił ten utwór na 3,5 gwiazdki na 5.
Piosenkarce zarzucono, że wykonanie piosenki na Konkursie Piosenki Eurowizji zawierało przywłaszczenie japońskich obrazów kulturowych jako „rekwizytu”, wliczając w to ubiór Netty (ubrana była w kimono, a włosy miała ułożone w kok), oraz inscenizacji przedstawienia z Maneki-neko (japońskim symbolem szczęścia). Netta nie odpowiedziała na zarzuty, ale stwierdziła w poprzednich wywiadach, że jest zwolenniczką japońskiej kultury popularnej, w szczególności franczyzy Pokémon.

### Odbiór komercyjny

#### Europa

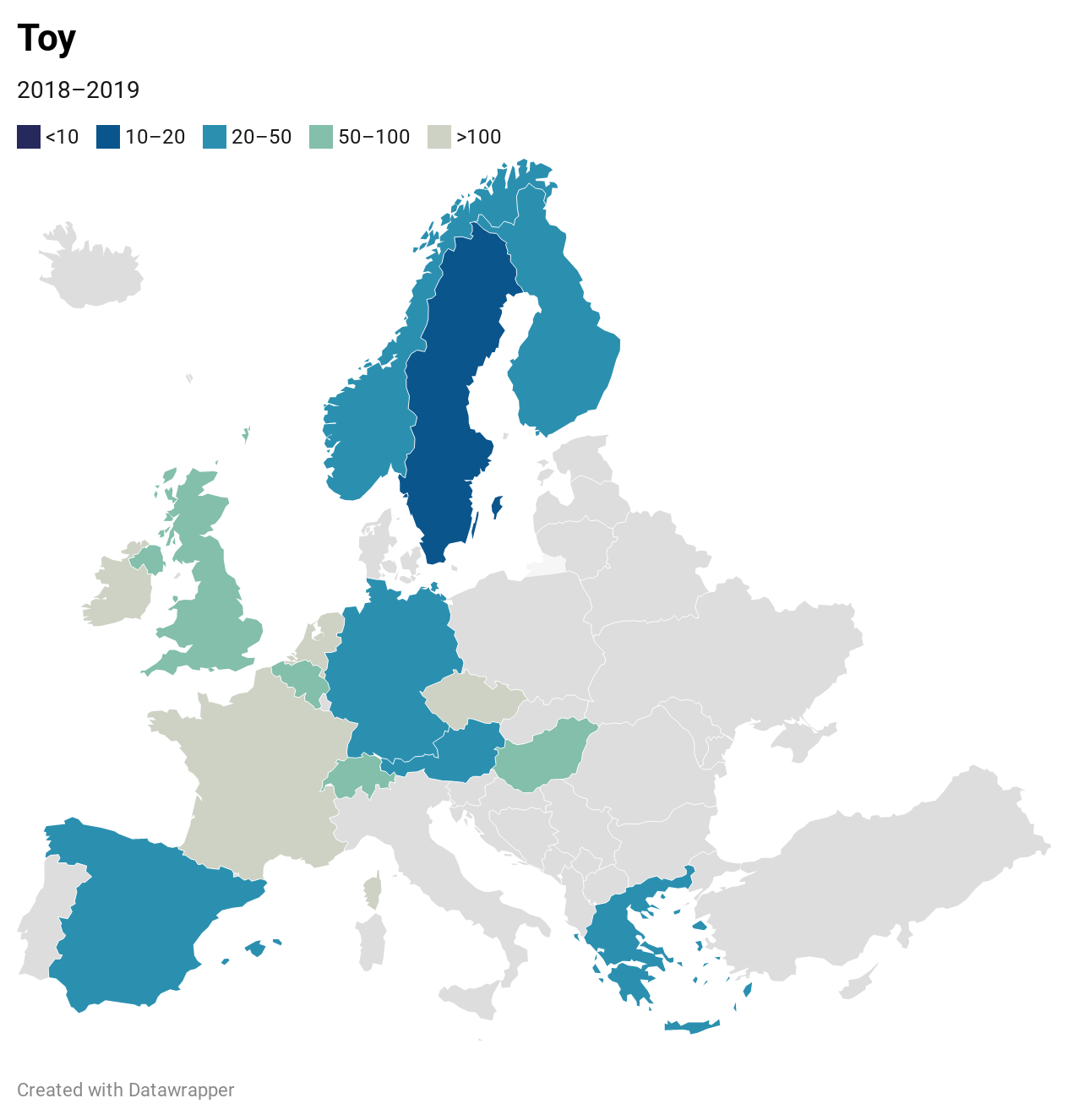
Notowania utworu na terenie Europy.

Utwór Toy na terenie Europy został zanotowany w 14 krajach (Austria, Belgia, Czechy, Finlandia, Francja, Grecja, Holandia, Hiszpania, Irlandia, Niemcy, Norwegia, Szwajcaria, Szwecja, Węgry oraz Wielka Brytania), a także na głównej europejskiej liście przebojów prowadzonej przez tygodnik Billboard. Najwyżej singel dostał się w szwedzkiej liście przebojów Sverigetopplistan (aż na 5. pozycję).

#### Azja
Na terenie Azji singel najbardziej popularny był w Izraelu, gdzie osiągnął 1. pozycję na liście przebojów. Dostał się także do trzech dekadowych list, w tym na 1. miejsce według Mako. Utwór znalazł się także na 612 miejscu w liście przebojów Wspólnoty Niepodległych Państw. Nie był tam jednak tak popularny jak utwór Netty pt. „Nana Banana”.

#### Ameryki
Na terenie Ameryki Północnej oraz Południowej dostał się jedynie do dwóch, tygodniowych oraz rocznych, list tygodnika Billboard. Ponadto w Brazylii utwór ten zdobył certyfikat złotej płyty.

#### Inne wersje
Remix utworu „Toy” w wykonaniu Chena Leiby dostał się na 93. pozycję izraelskiej listy Spotify. Wersje Riddlera dostały się do tajlandzkiej oraz malezyjskiej listy iTunes.

## Tekst utworu i jego interpretacja
Tekst piosenki jest w większości w języku angielskim, z wyjątkiem hebrajskiego wyrażenia אני לא בובה (ani lo buba, pol. „Nie jestem lalką”) oraz slangu סטפה (stefa, czyli stos banknotów). Japońskie słowo baka (バ カ „głupi”) jest również kilka razy użyte w tym utworze. W tekście singla raz użyta jest także postać Pokémona Pikachu. „Trump-pam-pau” odnosi się do prezydenta Stanów Zjednoczonych Donalda Trumpa, jak Doron Medalie ujawnił w kwietniu 2019 r. Izraelskim mediom.
Utwór odnosi się także do sprawiedliwości społecznej. Fragment piosenki z fikcyjna bohaterką (Wonder Woman) odnosi się do kobiet. Niektórzy twierdzą, że dźwięki kurczaka pojawiające się w singlu pokazują tchórzostwo osób, którzy uprzedmiotawiają kobiety.

## Listy utworów
| Digital download / media strumieniowe | Digital download / media strumieniowe | Digital download / media strumieniowe |
| Nr                                    | Tytuł utworu                          | Długość                               |
| ------------------------------------- | ------------------------------------- | ------------------------------------- |
| 1.                                    | „Toy”                                 | 3:00                                  |

| Digital download / media strumieniowe – wersja akustyczna | Digital download / media strumieniowe – wersja akustyczna | Digital download / media strumieniowe – wersja akustyczna |
| Nr                                                        | Tytuł utworu                                              | Długość                                                   |
| --------------------------------------------------------- | --------------------------------------------------------- | --------------------------------------------------------- |
| 1.                                                        | „Toy” (wersja akustyczna)                                 | 2:48                                                      |

| Digital download / media strumieniowe – minialbum – Riddler Remixes | Digital download / media strumieniowe – minialbum – Riddler Remixes | Digital download / media strumieniowe – minialbum – Riddler Remixes |
| Nr                                                                  | Tytuł utworu                                                        | Długość                                                             |
| ------------------------------------------------------------------- | ------------------------------------------------------------------- | ------------------------------------------------------------------- |
| 1.                                                                  | „Toy” (Riddler Dub Remix)                                           | 4:13                                                                |
| 2.                                                                  | „Toy” (Riddler Festival Remix)                                      | 4:25                                                                |
| 3.                                                                  | „Toy” (Riddler Future Vocal Remix)                                  | 4:28                                                                |
| 4.                                                                  | „Toy” (Riddler Future Instrumental Remix)                           | 4:13                                                                |
|                                                                     |                                                                     | 17:19                                                               |

| Digital download / media strumieniowe – minialbum – Chen Leiba Remixes | Digital download / media strumieniowe – minialbum – Chen Leiba Remixes | Digital download / media strumieniowe – minialbum – Chen Leiba Remixes |
| Nr                                                                     | Tytuł utworu                                                           | Długość                                                                |
| ---------------------------------------------------------------------- | ---------------------------------------------------------------------- | ---------------------------------------------------------------------- |
| 1.                                                                     | „Toy” (Cern Leiba Remix)                                               | 3:13                                                                   |
| 2.                                                                     | „Toy” (Chen Leiba Instrumental)                                        | 3:13                                                                   |
|                                                                        |                                                                        | 6:26                                                                   |

| Digital download / media strumieniowe – minialbum – Sagi Kariv Remixes | Digital download / media strumieniowe – minialbum – Sagi Kariv Remixes | Digital download / media strumieniowe – minialbum – Sagi Kariv Remixes |
| Nr                                                                     | Tytuł utworu                                                           | Długość                                                                |
| ---------------------------------------------------------------------- | ---------------------------------------------------------------------- | ---------------------------------------------------------------------- |
| 1.                                                                     | „Toy” (Sagi Kariv Remix)                                               | 3:42                                                                   |
| 2.                                                                     | „Toy” (Sagi Kariv Extended Remix)                                      | 6:12                                                                   |
|                                                                        |                                                                        | 9:54                                                                   |

## Popularność
Według oglądalności, w pierwszych dniach od publikacji, utwór ten największą popularność uzyskał w Hiszpanii, następnie dopiero w Izraelu, Grecji, Rosji oraz na Ukrainie.

## Personel

### Singel
- Netta – wokale, układy pętli
- Doron Medalie – muzyka
- Stav Beger – muzyka, produkcja, perkusja, miks i mastering
- Jack White – muzyka[b]
- Avshalom Ariel – układy pętli
- Ami Ben Abu – instrumenty klawiszowe
- Shimon Yihye – gitary
- Daniel Rubin, Maayan Bukris i Liron Carakukly – wokale wspierające[58]

### Nagrywanie oraz kierownictwo
- Nagrywane w Stav Beger Studios (Tel Aviw-Jafa)
- Opublikowane przez Tedy Productions oraz Unicell

### Teledysk
- Karen Hochma – reżyseria
- Shai Peleg – nagrywanie
- Amarillo – edycja
- Michael Sasson – design
- Guy Narkis – oświetlenie
- Itay Bezaleli – kostiumy
- Eran Israeli – makijaż
- Asi sade – stylizajcja włosów
- Michal Shay – choreografia
- Simor Daniel, Shayna Heidi, Lilah Amar, Gal Zusmanovich – tancerze
- Yael Goldshtein, Sivan Young, Yarden Gilad – produkcja

## Notowania i certyfikaty

### Tygodniowe
| Terytorium                                                | Notowanie                         | Pozycja | Źr.                   |
| --------------------------------------------------------- | --------------------------------- | ------- | --------------------- |
| Austria                                                   | Ö3 Austria Top 40                 | 15      | [ 22 ]                |
| Belgia                                                    | Ultratop 50 Flanders              | 29      | [ 23 ]                |
| Belgia                                                    | Ultratop 50 Wallonia              | –       | [ 24 ]                |
| Czechy                                                    | Singles Digitál Top 100           | 88      | [ 25 ]                |
| Europa                                                    | Euro Digital Songs                | 9       | [ 40 ]                |
| Finlandia                                                 | Suomen virallinen lista (Singlet) | 15      | [ 26 ]                |
| Finlandia                                                 | Suomen virallinen lista (Radio)   | 55      | [ 27 ]                |
| Francja                                                   | Top Singles                       | 115     | [ 28 ]                |
| Grecja                                                    | Digital Singles Chart             | 12      | [ 29 ]                |
| Holandia                                                  | Single Top 100                    | 60      | [ 30 ]                |
| Hiszpania                                                 | PROMUSICAE                        | 16      | [ 31 ]                |
| Irlandia                                                  | Top 100 Singles                   | 63      | [ 32 ]                |
| Izrael                                                    | Media Forest                      | 1       | [ 41 ]                |
| Izrael                                                    | Galgalatz                         | 1       | [ potrzebny przypis ] |
| Izrael                                                    | Radious 100FM                     | 1       | [ potrzebny przypis ] |
| Izrael                                                    | TV Media Forest                   | 2       | [ potrzebny przypis ] |
| Niemcy                                                    | Official German Charts            | 19      | [ 33 ]                |
| Norwegia                                                  | VG-lista                          | 19      | [ 34 ]                |
| Stany Zjednoczone                                         | Dance Club Songs                  | 1       | [ 59 ]                |
| Stany Zjednoczone                                         | Hot Dance/Electronic Songs        | 11      | [ 44 ]                |
| Szwajcaria                                                | Singles Top 100                   | 34      | [ 35 ]                |
| Szwajcaria                                                | Romandie Singles Top 20           | 14      | [ 36 ]                |
| Szwecja                                                   | Sverigetopplistan                 | 5       | [ 37 ]                |
| Węgry                                                     | Stream Top 40                     | 36      | [ 38 ]                |
| Wielka Brytania                                           | UK Singles Chart                  | 49      | [ 39 ]                |
| WNP                                                       | Top Radio Hits                    | 612     | [ 42 ]                |
| „–” oznacza, że singiel nie był notowany na danej liście. |                                   |         |                       |

### Roczne
| Terytorium        | Notowanie                  | Pozycja | Źr.                   |
| ----------------- | -------------------------- | ------- | --------------------- |
| Izrael            | Kan Gimmel                 | 1       | [ potrzebny przypis ] |
| Izrael            | Mako                       | 2       | [ potrzebny przypis ] |
| Izrael            | Galgalatz                  | 2       | [ potrzebny przypis ] |
| Stany Zjednoczone | Dance Club Songs           | 48      | [ 45 ]                |
| Stany Zjednoczone | Hot Dance/Electronic Songs | 78      | [ 46 ]                |

| Terytorium        | Notowanie                  | Pozycja | Źr.                   |
| ----------------- | -------------------------- | ------- | --------------------- |
| Izrael            | Media Forest               | 50      | [ potrzebny przypis ] |
| Stany Zjednoczone | Hot Dance/Electronic Songs | 45      | [ 46 ]                |

### Dekadowe
| Terytorium | Notowanie  | Pozycja |
| ---------- | ---------- | ------- |
| Izrael     | Mako       | 1       |
| Izrael     | Walla!     | 5       |
| Izrael     | Kan Gimmel | 32      |

### Certyfikaty i sprzedaż
| Kraj                         | Certyfikat         | Sprzedaż | Źr.    |
| ---------------------------- | ------------------ | -------- | ------ |
| Brazylia (Pro-Música Brasil) | 3x platynowa płyta | 120 000+ | [ 47 ] |
| Polska (ZPAV)                | złota płyta        | 25 000+  | [ 60 ] |

## Toy (#NotYourToy Remix)
4 września 2020 roku Netta wydała remix swojego utworu nazwany „Toy (#Not Your Toy Remix)”. Utwór dostał się na 79. pozycję listy iTunes w Chile. Wraz z jego opublikowaniem wyszedł także minialbum remiksowy o tej samej nazwie. Zawiera on 3 utwory: „Toy (#Not Your Toy Remix)”, „Toy”, oraz „Cuckoo”.

### Personel
- Netta – wokale, układy pętli, aranżacja
- Doron Medalie – muzyka
- Stav Beger – muzyka, produkcja, perkusja, remix, miks i mastering
- Jack Anthony White – muzyka[b]
- Avshalom Ariel – układy pętli, aranżacja
- Ami Ben Abu – instrumenty klawiszowe
- Shimon Yihye – gitary
- Daniel Rubin, Maayan Bukris i Liron Carakukly – wokale wspierające[63]

### Lista utworów
| Digital download / media strumieniowe – minialbum – #Not Your Toy Remix | Digital download / media strumieniowe – minialbum – #Not Your Toy Remix | Digital download / media strumieniowe – minialbum – #Not Your Toy Remix |
| Nr                                                                      | Tytuł utworu                                                            | Długość                                                                 |
| ----------------------------------------------------------------------- | ----------------------------------------------------------------------- | ----------------------------------------------------------------------- |
| 1.                                                                      | „Toy” (#Not Your Toy Remix)                                             | 2:28                                                                    |
| 2.                                                                      | „Toy”                                                                   | 3:00                                                                    |
| 3.                                                                      | „Cuckoo”                                                                | 3:13                                                                    |
|                                                                         |                                                                         | 8:41                                                                    |

### Historia wydania
| Obszar     | Data            | Format                      | Wersja                 | Wytwórnia                               | Przypis |
| ---------- | --------------- | --------------------------- | ---------------------- | --------------------------------------- | ------- |
| Cały świat | 4 września 2020 | MP3                         | #NotYourToy Remix (EP) | S-Curve Records                         | [ 65 ]  |
| Cały świat | 4 września 2020 | digital download, streaming | #NotYourToy Remix (EP) | Tedy Productions, BMG Rights Management | [ 62 ]  |

## Historia wydania
| Obszar     | Data             | Format                      | Wersja              | Wytwórnia                               | Przypis |
| ---------- | ---------------- | --------------------------- | ------------------- | --------------------------------------- | ------- |
| Cały świat | 14 września 2018 | digital download, streaming | Riddler Remixes     | Tedy Productions, BMG Rights Management | [ 66 ]  |
| Cały świat | 14 września 2018 | MP3                         | Riddler Remixes     | S-Curve Records                         | [ 67 ]  |
| Cały świat | 6 czerwca 2020   | MP3                         | Chen Leiba Remixes  | S-Curve Records                         | [ 68 ]  |
| Cały świat | 4 czerwca 2018   | MP3                         | Sagi Kariv Remixes  | S-Curve Records                         | [ 69 ]  |
| Cały świat | 4 czerwca 2018   | MP3                         | Music Video Version | S-Curve Records                         | [ 70 ]  |
| Cały świat | 23 maja 2018     | MP3                         | oryginał            | S-Curve Records                         | [ 71 ]  |
| Cały świat | 3 maja 2018      | digital download, streaming | Chen Leiba Remixes  | Tedy Productions, BMG Rights Management | [ 72 ]  |
| Cały świat | 24 marca 2018    | digital download, streaming | Sagi Kariv Remixes  | Tedy Productions, BMG Rights Management | [ 73 ]  |
| Cały świat | 15 marca 2018    | digital download, streaming | Music Video Version | Tedy Productions, BMG Rights Management | [ 74 ]  |
| Cały świat | 11 marca 2018    | digital download, streaming | oryginał            | Tedy Productions, BMG Rights Management | [ 75 ]  |